# موهلنیتسه ناد ییزروو
موهلنیتسه ناد ییزروو (به چکی: Mohelnice nad Jizerou) یک منطقهٔ مسکونی در جمهوری چک است که در ناحیه ملادا بولسلاو واقع شده‌است.